# Gra dydaktyczna
Zasugerowano, aby zintegrować ten artykuł z artykułem Gra szkoleniowa. Nie opisano powodu propozycji integracji.
Gra dydaktyczna – metoda nauczania wykorzystująca grę jako formę ułatwiającą zdobywanie wiedzy i umiejętności.
Czynnikiem charakteryzującym tę metodę jest zabawa, która jest niezwykle przydatna w procesie uczenia. Gra stanowi odmianę wyżej wspomnianej zabawy i polega na przestrzeganiu ściśle określonych zasad. Służy to poszanowaniu norm oraz przyzwyczaja do zwycięstw czy porażek.
Można wyróżnić:
- metodę symulacyjną - dotyczy analizy problemów odtwarzanych przez uczniów. Wyniki są porównywane z rozwiązaniami faktycznymi. Stanowią symulacje, której przedmiotem jest rzeczywistość. Wymaga ona aktywności uczniów biorących udział w grze, a także podlega ściśle określonym regułom[2],
- metodę sytuacyjną - ma ona za zadanie kształtowanie u uczniów umiejętności wszechstronnego analizowania dylematów czy problemów. Stanowi odniesienie do sytuacji fikcyjnych, ale bardzo prawdopodobnych,
- metodę inscenizacji (zabawy inscenizacyjne) - dotyczy odtwarzania roli czy dialogu w sytuacji fikcyjnej, np. wcielanie  się w bajkową rolę Ma wpływ na wychowanie emocjonalne oraz intelektualne.